# Волворт (містечко, Вісконсин)
Волворт (англ. Walworth) — місто (англ. town) в США, в окрузі Волворт штату Вісконсин. Населення — 1565 осіб (2020).

## Демографія
Згідно з переписом 2010 року, у місті мешкали 1702 особи в 644 домогосподарствах у складі 467 родин. Було 734 помешкання
Расовий склад населення:
| - 97,1 % — білих - 0,4 % — чорних або афроамериканців - 0,1 % — корінних американців - 0,1 % — азіатів - 1,5 % — осіб інших рас |

До двох чи більше рас належало 0,9 %. Частка іспаномовних становила 5,6 % від усіх жителів.
За віковим діапазоном населення розподілялося таким чином: 24,0 % — особи молодші 18 років, 63,5 % — особи у віці 18—64 років, 12,5 % — особи у віці 65 років та старші. Медіана віку мешканця становила 44,1 року. На 100 осіб жіночої статі у місті припадало 96,8 чоловіків;  на 100 жінок у віці від 18 років та старших — 97,9 чоловіків також старших 18 років.
Середній дохід на одне домашнє господарство  становив 78 235 доларів США (медіана — 66 442), а середній дохід на одну сім'ю — 94 473 долари (медіана — 81 250). Медіана доходів становила 47 500 доларів для чоловіків та 37 917 доларів для жінок. За межею бідності перебувало 6,9 % осіб, у тому числі 6,8 % дітей у віці до 18 років та 6,0 % осіб у віці 65 років та старших.
Цивільне працевлаштоване населення становило 953 особи. Основні галузі зайнятості: освіта, охорона здоров'я та соціальна допомога — 20,4 %, виробництво — 19,8 %, будівництво — 10,1 %, роздрібна торгівля — 9,7 %.